# Богданешти (Богданешти, Васлуј)
Богданешти (рум. Bogdănești) насеље је у Румунији у округу Васлуј у општини Богданешти. Oпштина се налази на надморској висини од 187 m.

## Становништво
Према подацима из 2011. године у насељу је живело 1014 становника.